# Хёсден (Северный Брабант)
Хёсден (нидерл. Heusden) — город и община в Нидерландах в провинции Северный Брабант. Он расположен между городами Валвейк и Хертогенбос. Община в её нынешнем виде была создана после слияния старых общин Хёсден, Дрюнен и Влеймен. По состоянию на 1 января 2017 года в этой общине проживает 43,541 житель на площади 78,73 км².

## Населённые пункты общины
Важнейшими населёнными пунктами в общине являются укреплённый город Хёсден и города Дрюнен и Влеймен. Дрюнен является самым большим из них. Другими поселениями в общине являются деревушки Дуверен, Элсаут, Гирсберген, Харстег, Хедикхёйзен, Хесбен, Херпт, Ньивкёйк и Аудхёсден.

## Расположение и экономика
Муниципалитет образует треугольник между Валвейком, Маасом и столицей провинции Хертогенбосом. Северная часть — польдерный ландшафт, часть к югу от автомагистрали Валвейк-Хертогенбос состоит из леса, пустошей и песка. Ближайшая железнодорожная станция — это Ден Бос (Хертогенбос), откуда регулярно отправляются автобусы.
Возле Влеймена и Дрюнена есть несколько металлообрабатывающих заводов. К примеру, завод пропеллеров, основанный Максом Липсом, который с тех пор перешёл в собственность финской группы Wärtsilä. В Хёйсдене есть развитое сельское хозяйство. В городе живет много жителей, которые работают в городе Хертогенбос. Но самая важная отрасль для этих мест — туризм.

## История
Как и Виллемстад, Клюндерт и Гертрёйденберг, Хёсден, основанный в XIII веке, первоначально принадлежал к графству Голландия. Во время Восьмидесятилетней войны (1568-1648) Хёсден был превращён в пограничную крепость для защиты от испанцев. В 1649 году картограф Виллем Блау создал план города. Укрепления были разрушены в 1821 году, но были восстановлены в 1970-х и 1980-х годах с использованием карты Блау.
В течение Второй мировой войны Хёсден сильно пострадал. Когда немецкие оккупационные войска отступали из города перед союзниками осенью 1944 года, они взорвали красивую старую ратушу, в которой многие жители города укрывались от бомбардировок. 134 человека погибли. Ратуша с тех пор никогда не отстраивалась.
В суровую зиму 1944-1945 (некоторые районы Нидерландов тогда страдали от голода), в течение некоторого времени Маас был линией фронта. До середины ноября канадский пехотный полк Линкольна и Велланда находился во Влеймене, чтобы охранять южный берег Мааса. Союзники опасались нападения немцев на порт Антверпена.
Элсаут - старая фермерская деревня. В церкви есть икона Богородицы, которая считается чудотворной, и с конца XIII века каждый год в мае привлекает многих паломников со всего Брабанта.
Дрюнен и Влеймен принадлежали до XIX века региону Лангстрат, который был известен своей кожаной и обувной промышленностью. Между тем, другие отрасли промышленности заменили эти давно уже неконкурентоспособные предприятия.

## Достопримечательности

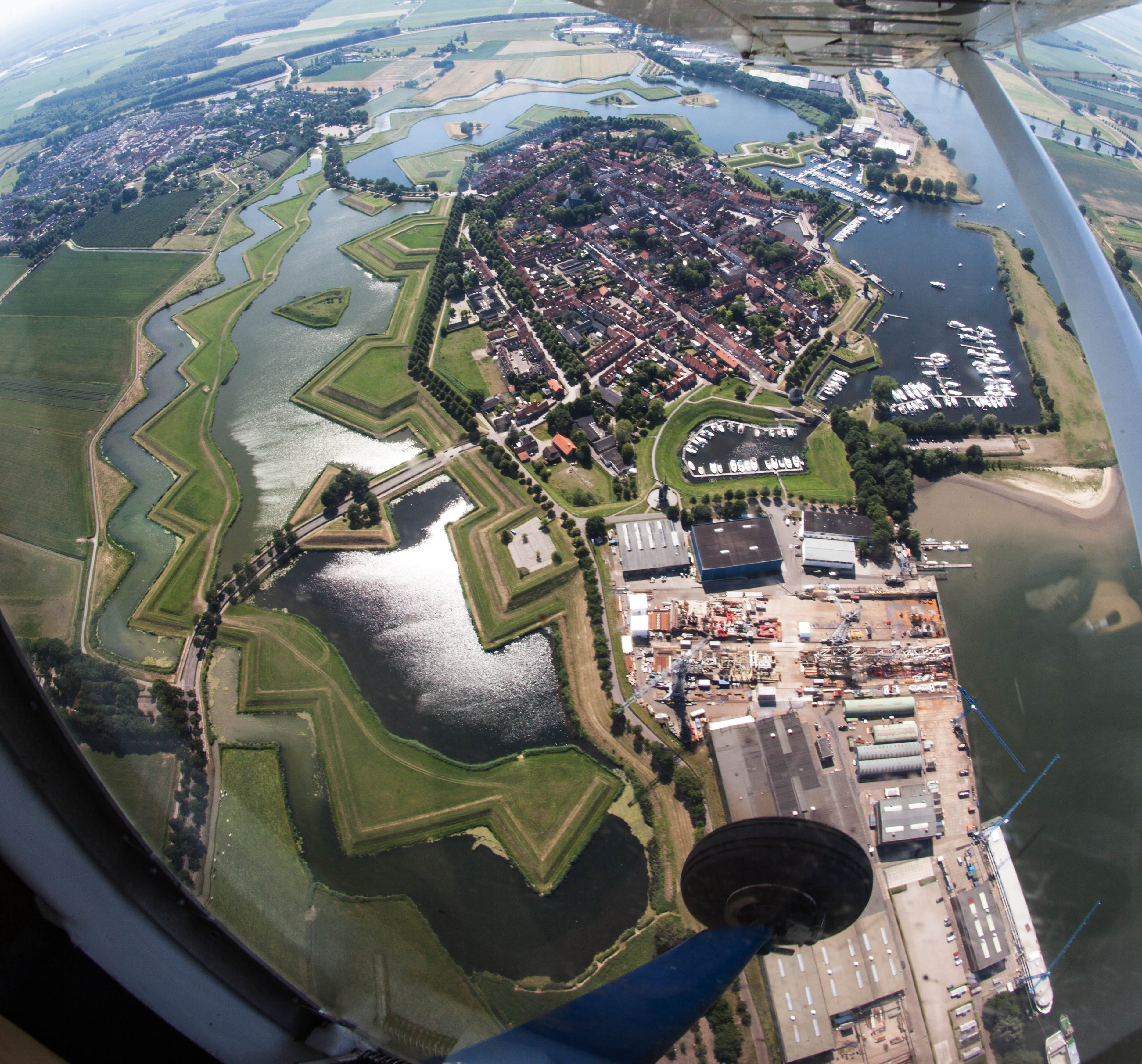
Крепость Хёсдена (аэрофотосъёмка)
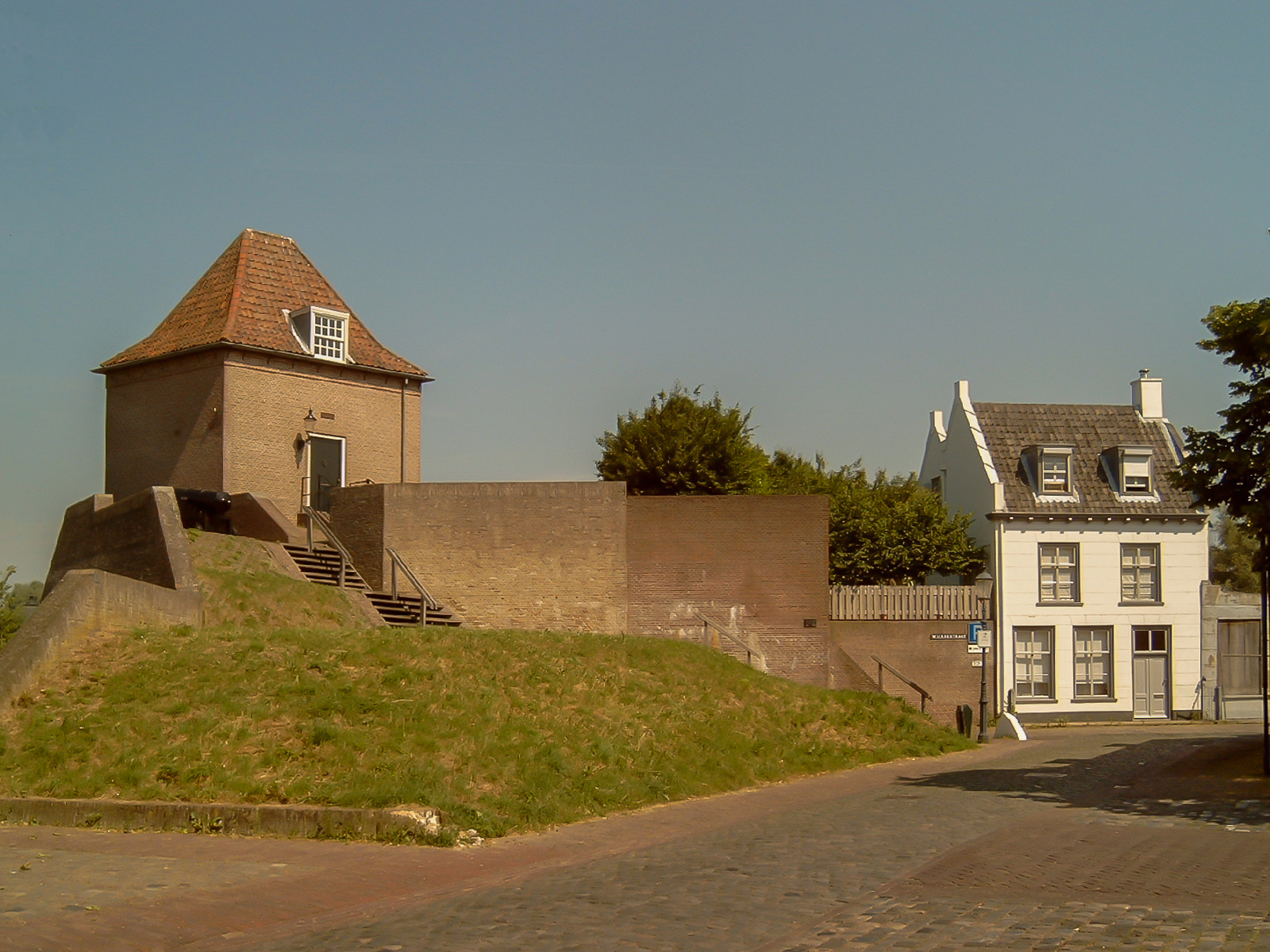
Ворота Хёсдена
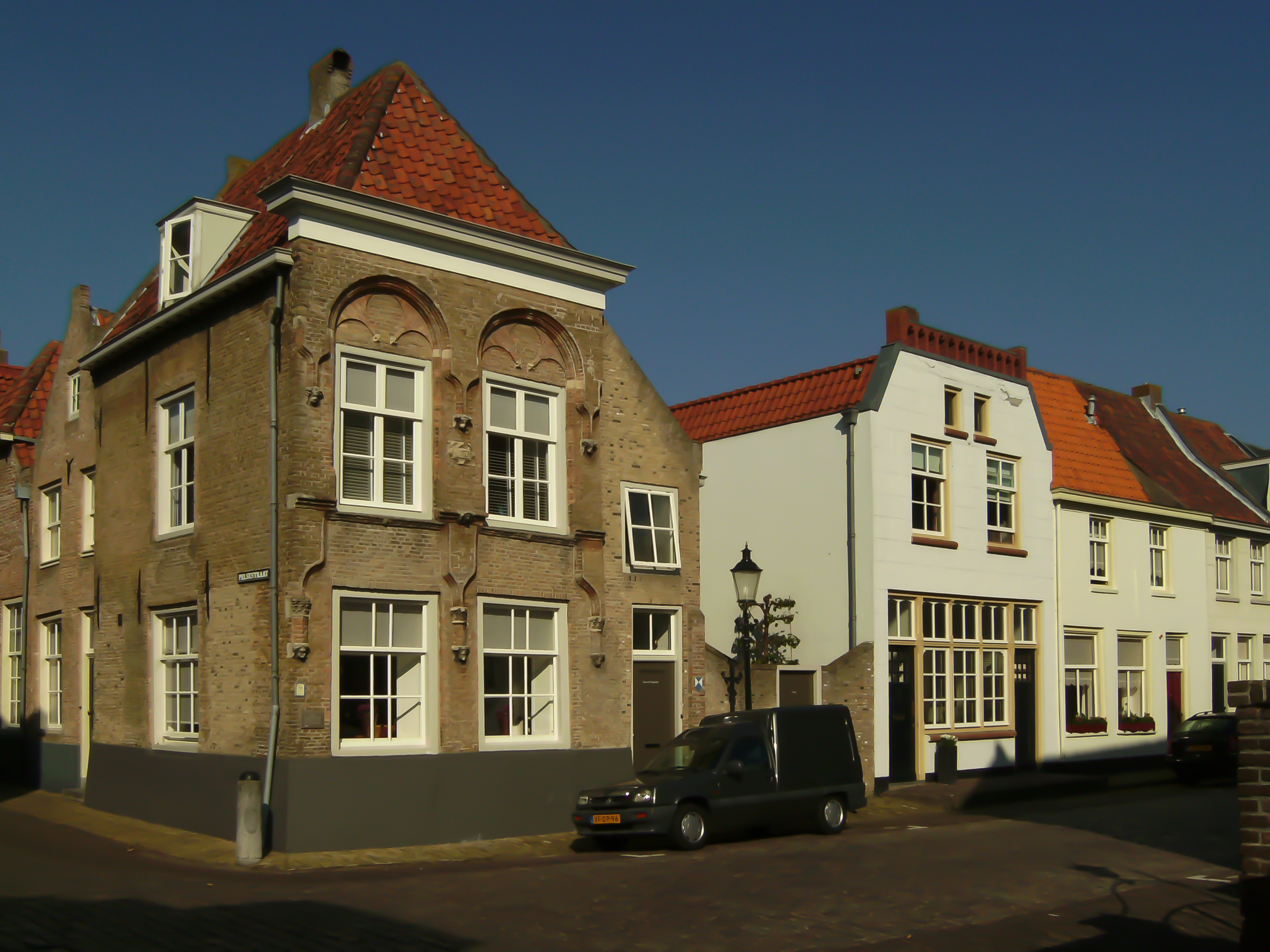
Жилые дома в крепости Хёсдена
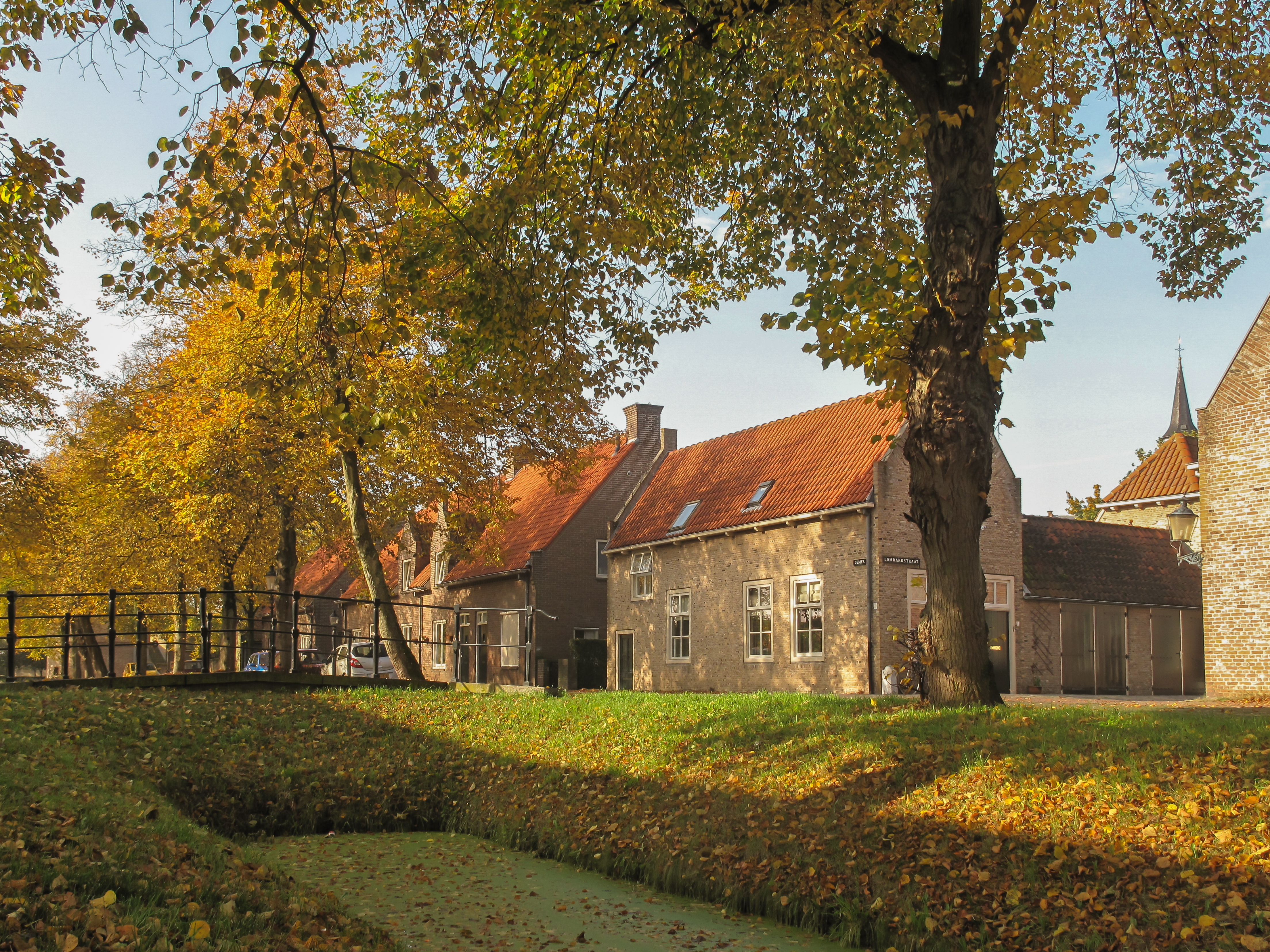
Улица Ломбардстрат-Демер в Хёсдене
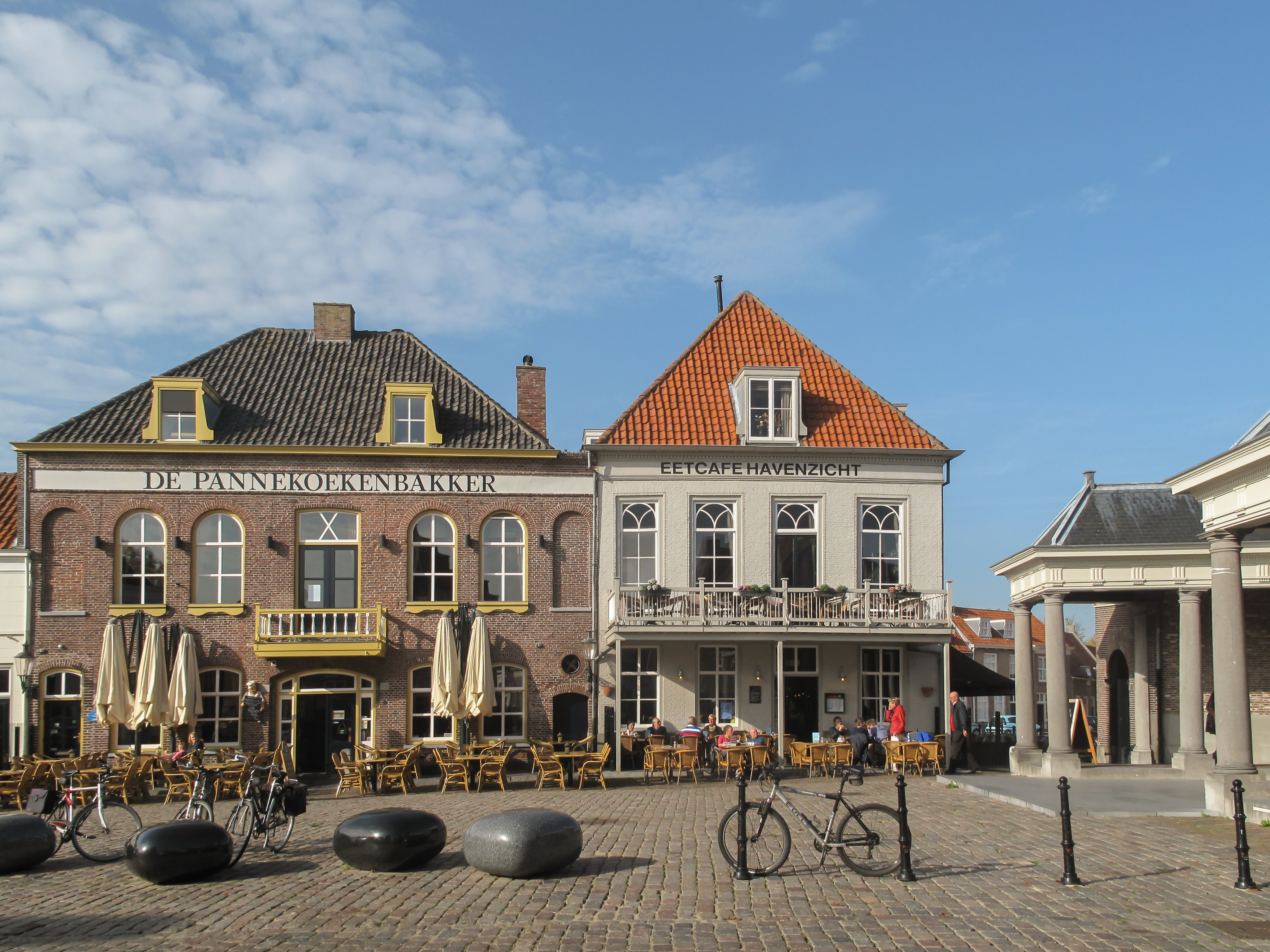
Жилые дома в крепости Хёсдена

## Персоналии
- Ларс Бом — профессиональный шоссейный велогонщик, живёт во Влеймене.
- Тон де Гау[нем.] — джазовый музыкант, родился во Влеймене.
- Майкл ван Гервен — профессиональный игрок в дартс, живёт во Влеймене.